# Gildo Bocci
Gildo Bocci, all’anagrafe Ermenegildo Bocci (Roma, 1º settembre 1886 – Roma, 22 luglio 1964), è stato un attore italiano.

## Biografia
Ermenegildo Bocci, detto Gildo, nasce a Roma il 1º settembre 1886.
Apprezzato attore teatrale, ha lavorato con i migliori interpreti italiani di inizio secolo da Eduardo De Filippo a Ettore Petrolini, fino a Totò.
Innamorato della sua città ama recitare in dialetto, componendo poesie e adattando i testi al suo teatro traducendoli in romanesco e coinvolgendo sul palcoscenico anche sua figlia Maria che rinuncerà alla carriera di attrice per amore.
Caratterista preciso e attento ottiene la sua maggiore visibilità grazie al cinema dove lavora diretto dai alcuni grandi maestri: Dino Risi, Mario Soldati e Carlo Ludovico Bragaglia.
Muore a Roma il 22 luglio 1964.

## Filmografia parziale
- Messalina, regia di Enrico Guazzoni (1923)
- Quo Vadis?, regia di Gabriellino D'Annunzio e Georg Jacoby (1924)
- Boccaccesca, regia di Alfredo De Antoni (1928)
- Maratona, regia di Nicola Fausto Neroni (1930)
- Figaro e la sua gran giornata, regia di Mario Camerini (1931)
- L'avvocato difensore, regia di Gero Zambuto (1934)
- La signora di tutti, regia di Max Ophuls (1934)
- Ho perduto mio marito, regia di Enrico Guazzoni (1937)
- Io suo padre, regia di Mario Bonnard (1939)
- Dora Nelson, regia di Mario Soldati (1939)
- Antonio Meucci, regia di Enrico Guazzoni (1940)
- L'uomo del romanzo, regia di Mario Bonnard (1940)
- La reggia sul fiume, regia di Alberto Salvi (1940)
- Capitan Fracassa, regia di Duilio Coletti (1940)
- Arditi civili, regia di Domenico Gambino (1940)
- Validità giorni dieci, regia di Camillo Mastrocinque (1940)
- Il re si diverte, regia di Mario Bonnard (1941)
- Scampolo, regia di Nunzio Malasomma (1941)
- Marco Visconti, regia di Mario Bonnard (1941)
- La maschera di Cesare Borgia, regia di Duilio Coletti (1941)
- Confessione, regia di Flavio Calzavara (1941)
- La pantera nera, regia di Duilio Coletti (1942)
- La cena delle beffe, regia di Alessandro Blasetti (1942)
- Casanova farebbe così!, regia di Carlo Ludovico Bragaglia (1942)
- La bella addormentata, regia di Luigi Chiarini (1942)
- Rossini, regia di Mario Bonnard (1942)
- Quattro passi fra le nuvole, regia di Alessandro Blasetti (1942)
- Via delle Cinque Lune, regia di Luigi Chiarini (1942)
- Fuga a due voci, regia di Carlo Ludovico Bragaglia (1943)
- La valle del diavolo, regia di Mario Mattoli (1943)
- La vita è bella, regia di Carlo Ludovico Bragaglia (1943)
- L'invasore, regia di Nino Giannini (1943)
- Non mi muovo, regia di Giorgio Simonelli (1943)
- L'angelo bianco, regia di Giulio Antamoro, Federico Sinibaldi ed Ettore Giannini (1943)
- Tutta la vita in ventiquattr'ore, regia di Carlo Ludovico Bragaglia (1943)
- Zazà, regia di Renato Castellani (1944)
- 47 morto che parla, regia di Carlo Ludovico Bragaglia (1950)
- Sambo, regia di Paolo William Tamburella (1950)
- Sette ore di guai, regia di Vittorio Metz (1951)
- O.K. Nerone, regia di Mario Soldati (1951)
- Il romanzo della mia vita, regia di Lionello De Felice (1952)
- Il segreto delle tre punte, regia di Carlo Ludovico Bragaglia (1952)
- L'eroe sono io, regia di Carlo Ludovico Bragaglia (1952)
- La figlia del diavolo, regia di Primo Zeglio (1952)
- Noi cannibali, regia di Antonio Leonviola (1953)
- Vacanze romane, regia di William Wyler (1953)
- Anni facili, regia di Luigi Zampa (1953)
- Una donna prega, regia di Anton Giulio Majano (1953)
- Gran varietà, regia di Domenico Paolella (1953)
- Giorni d'amore, regia di Giuseppe De Santis (1954)
- La cortigiana di Babilonia, regia di Carlo Ludovico Bragaglia (1954)
- Siamo uomini o caporali?, regia di Camillo Mastrocinque (1955)
- La ladra, regia di Mario Bonnard (1955)
- Canzoni di tutta Italia, regia di Domenico Paolella (1955)
- La banda degli onesti, regia di Camillo Mastrocinque (1956)
- Mio zio Giacinto, regia di Ladislao Vajda (1956)
- Tempo di villeggiatura, regia di Antonio Racioppi (1956)
- Poveri ma belli, regia di Dino Risi (1957)
- Belle ma povere, regia di Dino Risi (1957)
- Onore e sangue, regia di Luigi Capuano (1957)
- Tuppe tuppe, Marescià!, regia di Carlo Ludovico Bragaglia (1958)
- Poveri milionari, regia di Dino Risi (1959)
- La congiura dei Borgia, regia di Antonio Racioppi (1959)